# Калви дел'Умбрија
Калви дел'Умбрија (итал. Calvi dell'Umbria) је насеље у Италији у округу Терни, региону Умбрија.
Према процени из 2011. у насељу је живело 548 становника. Насеље се налази на надморској висини од 399 м.

## Становништво
| 1936. | 1951. | 1961. | 1971. | 1981. | 1991. | 2001. | 2011. |
| ----- | ----- | ----- | ----- | ----- | ----- | ----- | ----- |
| 3.203 | 3.294 | 2.784 | 2.132 | 1.930 | 1.823 | 1.830 | 1.883 |